# Анжела Андреолі
Анжела Андреолі (італ. Angela Andreoli; нар. 6 червня 2006, Брешія, Італія) — італійська гімнастка. Срібна призерка в командній першості Олімпійських ігор 2024 року. Чемпіонка та багаторазова призерка чемпіонатів Європи.

## Біографія
Після перегляду серіалу «Паралельні життя» за прикладом брата почала відвідувати секцію футболу, а в спортивну гімнастику перейшла в шість років.

## Спортивна кар'єра
Тренується в Міжнародній академії в Брешія, Італія, у Моніки Бергамеллі, Марко Камподоніко.

## Результати на турнірах
| Рік  | Змагання                | КБ | ІБ | Опорний стрибок | Різновисокі бруси | Колода | Вільні вправи |
| ---- | ----------------------- | -- | -- | --------------- | ----------------- | ------ | ------------- |
| 2022 | Чемпіонат Європи        | 1  |    |                 |                   |        | 3             |
| 2023 | Чемпіонат Європи        | 2  |    |                 |                   |        |               |
| 2023 | Чемпіонат світу         | 5  |    |                 |                   |        |               |
| 2024 | Трофей міста Єзоло      | 1  | 6  |                 |                   | 5      | 4             |
| 2024 | Чемпіонат Європи        | 1  |    |                 |                   |        | 3             |
| 2024 | Олімпійські ігри        | 2  |    |                 |                   |        |               |
| 2024 | Меморіал Артура Гандери |    | 10 |                 |                   |        |               |